# 李严 (后唐)
李严（9世纪？—927年），初名李让坤，幽州（治今北京市）人，五代十国政治人物。
他涉猎书传，有口才，以功名自许。出仕后唐，唐庄宗时为客省使。同光三年（925年），出使前蜀，夸示后唐雄强，以恫吓蜀人。还京后，筹划平蜀之谋，具言蜀国可取之状，唐庄宗于是让他跟随郭崇韬伐蜀，被任为三川招抚使。他与先锋使康延孝率兵五千，先驱阁道。康延孝至汉州，王衍向他致书：“得李严来即降。”众人都认为李严不宜前往。李严听说后很高兴，于是驰骑入益州。王衍在母亲徐氏面前接见李严，将母亲、妻子相托，即日出降。前蜀平定后他回到中原，后来唐明宗任命他为泗州防御使兼客省使。其后西川孟知祥在蜀地不听朝命，安重诲想要让他牵制孟知祥，让他出任西川兵马都监，后被孟知祥所害。